# CNT Esporte
CNT Esporte é um programa esportivo estilo mesa redonda apresentado nas noites de domingo veiculado na rede CNT, para toda a rede, além de uma edição diária de segunda a sexta-feira. Traz uma resenha completa da rodada dos campeonatos nacionais e internacionais.